# Calamagrostis anthoxanthoides
Calamagrostis anthoxanthoides là một loài thực vật có hoa trong họ Hòa thảo. Loài này được (Munro) Regel mô tả khoa học đầu tiên năm 1880.